# Joan Solé i Pla
Joan Solé i Pla (Barcelona, 13 de setembre de 1874 - Barranquilla, Colòmbia, 31 d'octubre de 1950) fou un metge homeòpata i polític independentista català.

## Biografia
Joan Solé va néixer al carrer d'Alí Bei de Barcelona, fill d'Antoni Solé i Molons, natural de Riudoms, i d'Amàlia Pla i Miró, natural de Barcelona.
Estudià medicina a la Universitat de Barcelona. D'antuvi milità en el republicanisme federal i fou membre del Centre Escolar Catalanista, però després d'afilià a la Unió Catalanista convençut per Domènec Martí i Julià, en la que fou cap de la Secció de Medicina i hi donà diverses conferències. Fou president de la UC el 1900-1901, el 1903-1904 fou vicepresident de la Institució Catalana d'Història Natural (futura filial de l'IEC) i fundador del Patronat Català contra la tuberculosi. El febrer de 1916 contactà amb Camil Campanyà i Mas i fundà el Comitè de Germanor amb els Voluntaris Catalans en la Primera Guerra Mundial, juntament amb Alfons Maseras i Lluís Massot i Balaguer, recaptant diners pels voluntaris i fins i tot visitant les trinxeres.
El 1917 fou novament president d'Unió Catalanista a la mort de Martí i Julià i fou empresonat arran dels aldarulls de la vaga general de 1917. Posteriorment donaria suport al Comitè Nacional Català establert a París per Daniel Domingo i Montserrat el 1919. En fracassar aquest es dedicà a la medicina i fou membre de l'Acadèmia d'Homeopatia de Catalunya.
El 1932 fou diputat al Parlament de Catalunya escollit per la llista d'ERC. Tot i que ell es considerava un diputat de la Unió Catalanista integrat a ERC, fou desautoritzat per aquesta entitat. Fou nomenat president del Segell Pro Infancia i membre de la junta del del Patronat d'Assistència Social de les Cases de Caritat i Maternitat i Expòsits i de Protecció de Menors. El 1936 col·laborà en el Diccionari de medicina, dirigit pel doctor Manuel Corachan. En començar la guerra civil va col·laborar amb Ventura Gassol, en la salvaguarda del monestir de Montserrat, al front d'un grup de mossos d'esquadra i de milicians d'Estat Català, i protegí el cardenal Francesc d'Assís Vidal i Barraquer. També fou membre del Comitè Nacional del Socors Roig Internacional de Catalunya i delegat del govern de la Generalitat a l'Associació Protectora de l'Ensenyança Catalana.
En acabar l'ocupació franquista de Catalunya es va exiliar i es va establir a Barranquilla on exercí la medicina estudià de botànica. Va ésser catedràtic de botànica a la Universitat Atlàntica de Barranquilla i director del Museu Botànic de la ciutat. Va participar en la fundació del Casal Català de Barranquilla i el 1940 hi creà la delegació de l'Associació Protectora de l'Ensenyança Catalana. Als seus darrers anys va col·laborar a la premsa catalana publicada a l'exili.

## Obres
- Gestes dels voluntaris catalans a la Gran Guerra de 1914-1918
- Notes per a una biografia

## Fons personal
El seu fons personal es conserva a l'Arxiu Nacional de Catalunya. El fons conté la documentació generada i rebuda per Joan Solé i Pla; produïda en funció de la seva activitat professional com a metge, relacionada amb diversos centres hospitalaris (dossiers mèdics, correspondència i material de treball) i de l'activitat a la càtedra de botànica de la Universitat Atlàntica de Barranquilla (estudis de botànica i d'antropologia física); documentació produïda com a resultat de l'activitat política i associativa al Parlament de Catalunya (convocatòries, actes, correspondència i material de treball), a la Comissió Permanent de Sanitat i Assistència Social (convocatòries i material de treball) i amb altres comissions específiques. El fons conserva documentació de diverses comunitats catalanes a l'exili i altres associacions culturals (Comunitat Catalana a Colòmbia, Comunitat Catalana a Mèxic, Associació Protectora de l'Ensenyança Catalana. Presidència a Bogotà i Jocs Florals a Bogotà). D'interès especial és l'obra original constituïda per textos de temàtica diversa, escrits biogràfics, antropològics, històrics, geogràfics, i especialment els dedicats a la Primera Guerra Mundial i a la Guerra Civil espanyola. Reuneix també un petit volum d'obra aliena i una petita col·lecció de monografies i de publicacions periòdiques de caràcter jurídic, econòmic i polític